# Замок Боурчірс

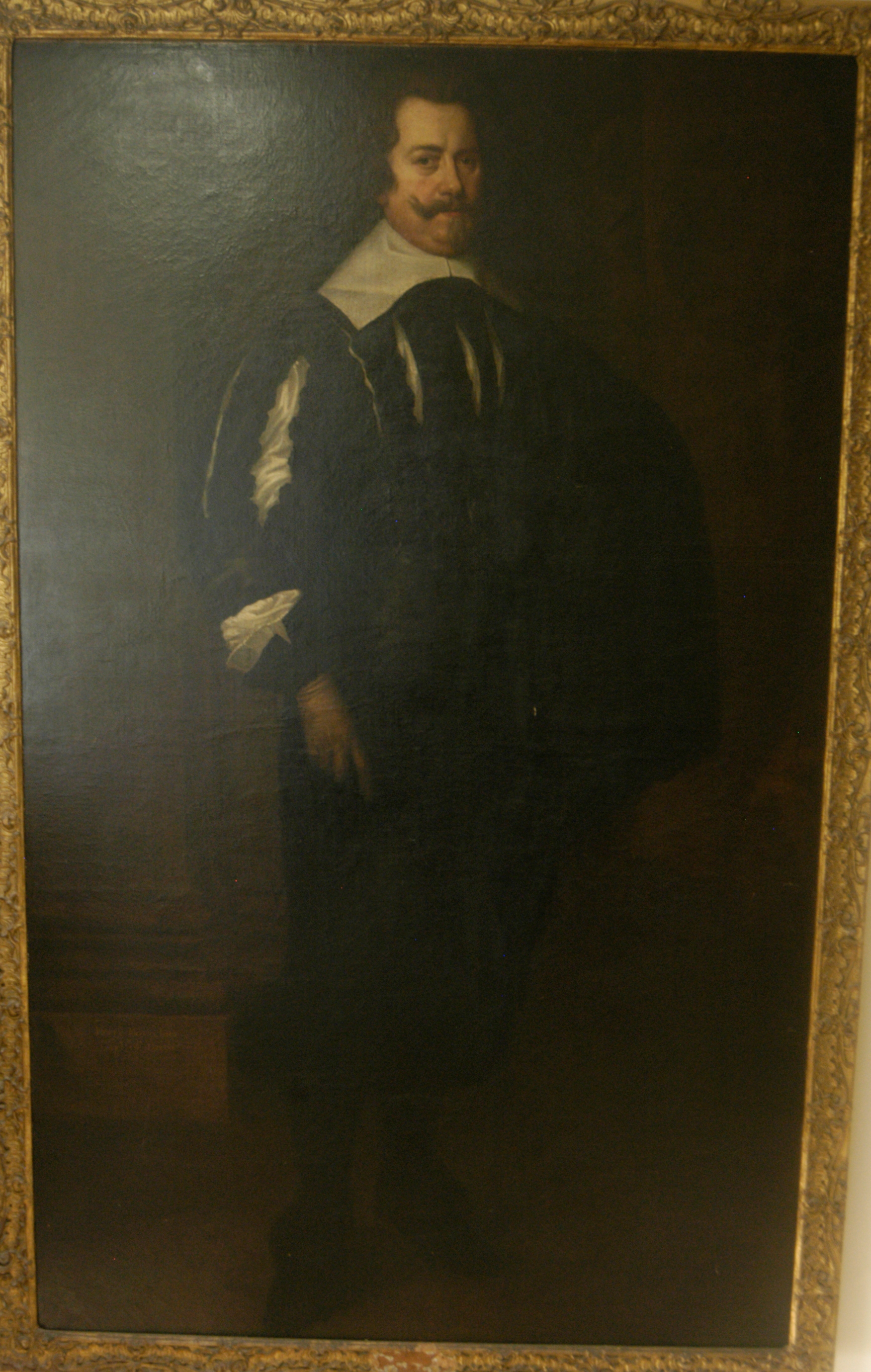
Генрі Боучір (Буржер).

Замок Боурчірс (англ. Bourchier Tower, Bourchier's Castle) — замок Буржера — один із замків Ірландії, розташований в графстві Лімерік, на берегах озера Лох-Гур. Замок належав Генрі Боучіру (Буржеру) (1587—1654) — V графу Бат.
Замок баштового типу, побудований в норманському стилі. Башта замку на 4 поверхи. Нині замок в руїнах.
Господар замку — Генрі Боучір походив з Тавстока, що в Девонширі (Англія). Він народився в Ірландії, там же пройшло його дитинство. Він був п'ятим сином сера Джорджа Боучіра (пом. 1605 року) — англійського військового, що оселився в Ірландії, третього сина Джона Боучіра — ІІ графа Бат (1499—1561) та його дружини Елеонори Маннерс — дочки Джорджа Маннерса — ХІ барона де Росс. Мати Генрі Боучіра — Марта Говард (1555—1598) — дочка вільяма Говарда — І барона Говард Еффінем. Дядьком Генрі був Чарльз Говард — І граф Нотінгем, лорд верховний адмірал.
Генрі Боучір отримав освіту в Трініті коледжі (Дублін) у 1597 році. Там він отримав ступінь бакалавра в 1605 році, був обраний ХХІ товаришем коледжу в 1606 році, отримав вчене звання магістра в 1610 році. Він був одним з небагатьох випускників коледжу, хто в ті часи лишився мирянином.
Чотири старші брати Генрі загинули молодими. Його брат сер Джон Боучер був висвячений в лицарі в 1611 році, володів маєтками в графствах Клер та Арма, був депутатом парламенту від графства Арма, помер 25 березня 1614 року. Після його смерті Генрі успадкував від своїх родичів понад 18 000 акрів землі. У 1636 році він успадкував від свого кузена титул графа Бат і став V графом Бат. Генрі був висвячений в лицарі 9 листопада 1621 року. 8 серпня 1641 року він став членом Таємної Ради.
Він обіймав посаду Лорда Таємної Печатки, був великим землевласником в Ірландії, володів землями в графствах Лімерік, Арма (Ірландія), Девоншир (Англія). У 1637 році він покинув Ірландію і переселився в Тавсток (Девоншир). Під час громадянської війни на Британських островах він примкнув до табору роялістів, став одним із лідерів роялістів в Англії. На початку громадянської війни він став представником короля в Девонширі. У 1642 році король Карл І дав йому всі повноваження влади в Девонширі, що було всупереч рішень парламенту. Дії Генрі зустріли вороже ставлення з боку прибічників парламенту, призвели до збройного повстання проти нього. Крім того він не користувався авторитетом у місцевих роялістів, які його вважали зайдою. Генрі намагався сформувати озброєні загони прибічників короля. Парламент ухвалив рішення про його арешт. Генрі був заарештований 28 вересня 1642 року капітаном Деветтом і потім був кинутий за ґрати в лондонський Тауер. Його звільнили в 1643 році з умовою, що він піде у вигнання на континент. Але він поїхав в Оксфорд і приєднався до прибічників короля. Там він отримав посаду Лорда Таємної Печатки. Його призначили командиром загонів, що мали боронити Оксфорд, але справа була безнадійна — переважаюча армія парламенту наступала, Генрі втік в Корнуолл. За це його критикували роялісти. У 1645 році він зустрівся з принцом Чарльзом — майбутнім королем Карлом II. Генрі помер 16 серпня 1654 року не доживши до реставрації монархії.